# Kleine-Philipp-Reuter-Hütte
Die Kleine-Philipp-Reuter-Hütte oder das Kleine-Philipp-Reuter-Biwak ist eine Alpenvereinshütte der Kategorie I der Sektion Essen des Deutschen Alpenvereins.

## Lage
Die Kleine-Philipp-Reuter-Hütte liegt auf 2677 m ü. A. am Ende des Umbaltals südsüdöstlich unter dem Vorderen Umbaltörl zwischen dem Umbalkamm im Westen und dem Maurerkamm im Osten. Im Norden befindet sich der Roßhufkamm, im Südosten ein Seitenkamm des Umbalkamms sowie die Clarahütte.

## Geschichte und Ausstattung
Die Sektion Essen des Deutschen und Österreichischen Alpenvereins unternahm mehrere Versuche, im oberen Umbaltal eine Hütte zu errichten, nachdem ihr die alte Essener Hütte 1920 enteignet worden war. Sie hatte im Sebertal auf Südtiroler Seite der Ötztaler Alpen gestanden. Als Ersatzbau entstand 1929 auf 2505 m im Umbaltal die erste Neue Essener Hütte. Sie wurde 1936 von einer Lawine zerstört und am Standort der heutigen Kleinen-Philipp-Reuter-Hütte 1938–1939 wiedererrichtet. Diese zweite Neue Essener Hütte wurde 1958 ebenfalls von einer Lawine zerstört. Die Sektion Essen gab im oberen Umbaltal auf und errichtete eine neue Hütte im Maurertal als Essener-Rostocker Hütte. Auf den Fundamenten der zweiten Neuen Essener Hütte wurde 1978 die Kleine-Philipp-Reuter-Hütte errichtet. Sie ist eine Selbstversorger-Hütte mit lediglich zehn Lagern (Matratzen und Decken sind vorhanden) ohne Wasseranschluss mit einem einfachen, von außen betretbaren WC. Die bisher vorhandene Koch- und Heizmöglichkeit in Form eines Holzofens besteht seit Sommer 2020 aufgrund einer polizeilichen Verordnung nicht mehr. Die Hütte wird im Sommer vom Wirt der nahen Clarahütte beaufsichtigt und ist im Winter nicht zugänglich. Die Kleine-Philipp-Reuter-Hütte ist benannt nach Philipp Reuter (1874–1962), der von 1922 bis 1946 Vereinsvorsitzender der Sektion Essen war.

## Aufstieg und Übergänge
Die Kleine-Philipp-Reuter-Hütte ist von der Clarahütte über einen Steilanstieg oder den Gletschersee unterhalb des Umbalkees in ca. 2,5 bzw. 2,75 Stunden erreichbar. Übergänge bestehen über das Vordere Umbaltörl zur Birnlückenhütte und zur Lenkjöchlhütte, über das Reggentörl ist die Essener-Rostocker Hütte zugänglich.

## Gipfeltouren
Als Hüttenberg der Kleine-Philipp-Reuter-Hütte gilt der Ahrner Kopf (3051 m ü. A.). Des Weiteren wird der Stützpunkt für Gletschertouren auf die Rötspitze, die Dreiherrnspitze, die Althausschneide, den Hohen Rosshuf, die Simonyspitzen oder die Malhamspitzen genutzt.